# Gundagai
Gundagai är en ort i Australien. Den ligger i kommunen Cootamundra-Gundagai och delstaten New South Wales, i den sydöstra delen av landet, omkring 310 kilometer sydväst om delstatshuvudstaden Sydney.
Trakten runt Gundagai är nära nog obefolkad, med mindre än två invånare per kvadratkilometer.. Gundagai är det största samhället i trakten.
Trakten runt Gundagai består till största delen av jordbruksmark. Genomsnittlig årsnederbörd är 1 222 millimeter. Den regnigaste månaden är februari, med i genomsnitt 177 mm nederbörd, och den torraste är januari, med 68 mm nederbörd.